# Comtat de Gavaldà

Armes de Gavaldà

El comtat de Gavaldà (en occità: Gavaudan, Gevaudan i arcaicament Gavaldan) fou una jurisdicció feudal entre l'Alvèrnia i la plana del  Llenguadoc, la capital de la qual fou Grèsas (encara que la capital de la regió del Gavaldà fos Mende, que feudalment pertanyia als bisbes).
Les seves terres, situades al massís central, es conèixen com el Gavaldà. Coincidèixen amb la diòcesi de Mende i es consideren una antiga província occitana. Segons la proposta de divisió territorial d'Occitània del diari Jornalet, basada en l'obra de Frederic Zégierman Le Guide des pays de France, el territori de l'antic Comtat formaria la subregió del Gavaldà ubicada dins la regió del Llenguadoc, que contindria 5 parçans (comarques occitanes):
- Aubrac
- Causse Mitjà
- Causse de Sauvatèrra
- Cevena Gavaldanesa
- Margerida

A partir de la revolució francesa, l'antiga provincià es transformà en el departament de Losera i avui pràcticament li correspon, però cal llevar-ne l'antiga comuna de Maruèis i afegir Saug, actualment a l'Alt Loira, i algunes comunes d'Ardecha (al Vivarès).

## Història
Uns senyors de Gavaldà apareixen ja cap a mitjan segle IX amb Bertelan (mort cap al 875) i el seu fill Erill mort anys després segurament al primer quart del segle X. Aquest Erill és el suposat pare de Bertran I, gendre del duc d'Aquitània Eble. El territori era una part del ducat d'Aquitània i Eble el va donar amb títol comtal al seu gendre, potser un senyor arrelat a la regió, cap al 926. Però una altra versió dona a Bertran el nom de Bernat i seria fill de Bernat de Millau i Carlat, al seu torn fill de Ricard I vescomte de Carlat. També Bernat hauria rebut el territori del seu sogre el duc d'Aquitània Eble i la que estaria arrelada a la regió seria la seva muller (filla del duc).
Bernat I de Millau va morir el 937. El mateix any va morir Ermengol comte de Roergue (i de part de l'Albigès o Albi i Carcí) i va repartir els seus dominis: Ramon II el Roergue i part de l'Albigès i part de Carcí; Hug, la meitat del Carcí; i Esteve (casat amb Adelaida d'Anjou), que va portar el títol de comte de Gavaldà, i que potser només era referit a una part del país. Per la seva banda, a la mort de Bernat I de Millau i Carlat cap al 937 els dominis paterns es van dividir entre dos fills: Berenguer va rebre Millau, i Gilbert el Carlat. Bernat ja devia ser llavors comte de Gavaldà (o de part del Gavaldà). Va morir el 951 i el va succeir el fill Esteve I, casat amb Almodis. Així doncs, dos comtes Esteve apareixen després del 950 governant com a comtes el Gavaldà o una part del territori. Esteve del casal de Roergue va morir a una data desconeguda i el va succeir el seu fill Bertran, mort el 993, que es va titular comte de Gavaldà; el seu germà Ponç el va succeir i va portar el mateix títol, però va morir el 1010 sense successió. Una germana, Adelaida, casada amb Radulf de Turena i més tard amb Arbert de Chabana, desapareix de la història. I resta com a únic comte de Gavaldà Esteve del casal del Carlat i Millau, que va governar encara uns anys i va morir el 1029 (o el 1033 segons altres fonts).
Un Ricard, germà d'Esteve, s'esmenta fins al 998, però no sembla que arribés a ser comte. A la mort d'Esteve (casat amb Almodis) l'herència va recaure en Ricard II, fill de son cosí germà Ricard I vescomte de Millau (fill de Berenguer, germà de Bernat I) i es va unir al Millau. Els vescomtes de Millau es van titular vescomtes de Gavaldà (i no comtes). Berenguer II, fill de Ricard II, va adquirir per matrimoni el vescomtat de Carlat i el vescomtat de Lodeva. El seu fill Gilbert I el va succeir cap al 1097 i va intentar restaurar el títol comtal i es va titular comte de Gavaldà i vescomte de Millau i Carlat (només governava sobre una part del Carlat doncs l'altra part havia passat a son germà Ricard de Rodés). Al morir el 1111 l'herència va recaure en la seva filla Dolça de Provença i el bisbe de Mende Aldebert III du Tournel es va apoderar del títol del que havia estat investit poc temps abans pel comte de Tolosa Ramon de Sant Gèli (mort el 1105), títol que van mantenir els bisbes fins a la revolució. No obstant això els drets feudals i el domini de Grèsas van passar de Dolça I al seu marit Ramon Berenguer I (III de Barcelona) comte de Provença i al seu fill Berenguer Ramon (1131-1144) (comte de Provença) i els seus successors al Comtat de Provença (en feu de Catalunya), fins que el 1225 el rei català Jaume I va cedir el comtat als bisbes, incloent Grèsas, però com a feu català, drets que el 1258 varen ser renunciats pel mateix rei al Tractat de Corbeil.
El 1307 un pariatge va determinar tres territoris al Gavaldà: les terres del Bisbat de Mende, les terres del rei i les terres comunes, reduint així els drets del bisbe que fins llavors era l'únic senyor.

## Llista de senyors, comtes i vescomtes de Gavaldà
- entre 561 i 567: Pal·ladi, conegut pel seu enfrontament amb el bisbe Parteni.[3] S'hauria suïcidat el 571.[4]
- vers 567-580: Romà
- vers 584: Innocent, conegut perquè va assassinar o va fer assassinar sant Luvenci.

…
- vers 850-875: Bertelan
- vers 875-?: Erill
- 886-918: Guillem I el Pietós (Guillem II comte d'Alvèrnia 886-918)
- 918-926: Guillem II el Jove (Guillem III comte d'Alvèrnia 918-926)
- 926-928: Acfred (també comte d'Alvèrnia i de Carcassona-Rasès)

### Vescomtes de Gavaldà
- Vers 926-954: Bertran I del Gavaldà (esmentat el 929 i el 939), primer vescomte († *entre 939 i 954), fils d'Héracli (Erill?), propietari a Antoingt, i de Goda.

casat amb Emilgarda
- 954-970: Esteve del Gavaldà, vescomte de Gavaldà († 970), fill de Bertran i d'Emilgarda. Titulat comte de Gavaldà.

casat en primeres noces vers 953 amb Anna.
casat en segones noces vers 966 amb Adelaida d'Anjou (947 † 1026), filla de Folc II, comte d'Anjou, i de Gerberga del Maine.
- 970-1016: Ponç I († entre 1016 i 1018), comte de Gavaldà, fils d'Esteve i d'Adelaida d'Anjou.

casat en segones noces amb Tiberga, vídua d'Artau, comte de Forez i de Lió.
- 1016-????: Ponç II del Gavaldà, comte del Gavaldà, fill de l'anterior.

A la seva mort, el comtat de Gavaldà es va desmembrar; el títol sembla haver estat emprat a vegades pels comtes de Clarmont d'Alvèrnia, sorgits de Robert I d'Alvèrnia i d'Ermengearda del Gavaldà, filla del comte Esteve i d'Adelaida.

### Vescomtes de Millau
Els vescomtes de Milhau passen a ser els senyors feudals més importants.
- ?: Ricard I de Milhau († entre 1013 i 1023), vescomte de Milhau i de Rodès el 1002, germà o fill de Bernat, vescomte de Gavaldà.

casat amb Senegunda, filla de Guillem, vescomte de Besiers.
- vers 1023-1051: Ricard II de Milhau († 1050), vescomte de Milhau i de Rodès el 1023, fill de l'anterior

casat amb Riquilda, filla de Berenguer, vescomte de Narbona.
- vers 1051-?: Berenguer, vescomte de Milhau i de Rodès el 1051, fill de l'anterior.

casat amb Adela, filla de Gerbert o Gilbert, vescomte de Carlat, i de Nobilia, vescomtessa de Lodeva.
- ?-1111: Gilbert o Gerbert (Girbert) (1060 † 1111), vescomte de Milhau, Lodeva i Carlat, fill de l'anterior. Al reunir els dos principals vescomtats del Gavaldà, agafa el títol de comte del Gavaldà.

casat amb Gerberga (vers 1060 † 1115), comtessa de Provença.

### Comtes del Gavaldà
- 1111-1130: Dolça I (vers 1090 † 1130), filla de l'anterior, comtessa de Provença, vescomtessa de Milhau, Carlat i Lodeva, comtessa de Gavaldà a Grèsas.

Casada el 1112 amb Ramon Berenguer III (vers 1082 † 1131), comte de Barcelona i comte de Provença com a Ramon Berenguer I.

les armes dels comtes de Barcelona i de Provença

- 1130-1144: Berenguer Ramon (1114 † 1162), fill dels anteriors, comte de Provença.

Casat el 1135 amb Beatriu de Melguelh. Comte a Grèzes.
- 1144-1166: Ramon Berenguer II (1140 † 1166), fill del precedent. Comte a Grèzes.

regència del seu oncle Ramon Berenguer IV de Barcelona (Ramon Berenguer II de Provença).
Casat el 1137 a Rixa de Polònia († 1185).
- 1166-1167: Dolça II († 1172), filla de l'anterior, espoliada pel seu cosí. Comtessa a Grèzes.
- 1167-1196: Alfons II, rei d'Aragó, comte de Barcelona, de Cerdanya, de Rosselló i de Provença, fill de Ramon Berenguer IV, comte de Barcelona († 1162; fill de Ramon Berenguer III), i de Petronil·la d'Aragó (1135 † 1173). Comte a Grèzes.

Casat el 1174 amb Sança de Castella (1154 † 1208).
- 1196-1213: Pere II (1176 † 1213), rei d'Aragó, comte de Barcelona, de Cerdanya i de Rosselló. Comte a Grèzes.

Casat amb Maria de Montpeller († 1219).
- 1225-1258: Jaume I (1208 † 1276), rei d'Aragó, de València, de Mallorca, comte de Barcelona, de Cerdanya, de Rosselló i de Provença. Comte a Grèzes.

Casat en primeres noces el 1221 amb Elionor de Castella.
Casada en segones noces el 1235 amb Violant d'Hongria († 1251).
- El 1258, Jaume I va vendre el comtat del Gavaldà a Sant Lluís, rei de França, que el va agregar al domini reial. No obstant, després de la butlla d'or obtinguda per Aldebert III du Tournel el 1061, els bisbes de Mende havien adquirit una part del poder temporal; a partir de l'acta de pariatge de 1307, els bisbes van agafar el títol de comtes del Gavaldà com a feudataris de la corona catalana. Els drets feudals foren renunciats al tractat de Corbeil de 1258.

### Comtes-bisbes
- 1307-1331: Guillaume VI Durand
- 1330-1331: Jean II d'Arcy
- 1331-1361: Albert Lordet
- 1362-1366: Guillaume VII Lordet
- 1366-1368: Pierre II d'Aigrefeuille
- 1368-1370: El papa Urbà V es reserva l'església de Mende; el bisbat i el país fou governat per vicaris.
- 1371-1372: Guillaume VIII de Chanac
- 1372-1375: Bompar Virgile
- 1376-1387: Pons de La Garde
- 1387-1390: Jean III d'Armagnac
- 1390-1408: Robert du Bosc

Un cert Jean de Costa fou bisbe el 1408, però el seu nom fou suprimit per la canonja de Montgros el 1941.
- 1408-1409: Guillaume IX de Boisratier
- 1410-1412: Pere de Saluças
- 1413-1413: Géraud du Puy
- 1413-1426: Jean de Corbie
- 1427-1441: Ramnulphe de Pérusse d'Escars
- 1441-1443: Aldebert IV de Peyre
- 1443-1468: Guy de La Panouse
- 1468-1473: Antoine de La Panouse
- 1473-1474: Pierre Riario
- 1474-1478: Jean V de Petit
- 1478-1483: Julien de La Rovère
- 1483-1503: Clément de La Rovère
- 1504-1524: François de La Rovère
- 1524-1532: Claude Duprat
- 1533-1538: Jean VI de La Rochefoucauld
- 1538-1544 (o 1545): Charles de Pisseleu
- 1545-1567: Nicolas Dangu
- 1568-1585: Renaud de Beaune
- 1585-1608: Adam de Heurtelou
- 1608-1623: Charles de Rousseau
- 1623-1625: Vacant
- 1625-1628: Daniel de La Mothe Duplessis Houdancourt
- 1628-1659: Silvestre de Crusy de Marcillac
- 1661-1676: Hyacinthe Serroni
- 1677-1707: François-Placide de Baudry de Piencourt
- 1707-1723: Pierre de Baglion de La Salle
- 1723-1767: Gabriel-Florent de Choiseul Beaupré
- 1767-1792: Jean-Arnaud de Castellane